# بوشنبویرن
بوشنبویرن (به آلمانی: Büchenbeuren) یک شهر در آلمان است که در راین-هونسروک واقع شده‌است. بوشنبویرن ۱٬۶۹۸ نفر جمعیت دارد.

## خواهرخوانده
شهرهای میدلکرک و Schore خواهرخوانده‌های بوشنبویرن هستند.